# Marietta Robusti
Marietta Robusti (Veneza, 1560? - 1590) foi uma pintora italiana, nascida em Veneza e que atuou durante o Renascimento. Era filha do pintor Tintoretto e era muitas vezes chamada de Tintoretta.

## Biografia
A fonte mais antiga que traz detalhes sobre a vida de Marietta é na biografia Life of Tintoretto, de Carlo Ridolfi, publicada pela primeira vez em 1642. Ela é mencionada brevemente também no livro de Raffaelo Borghini, Il Riposo della Pitura e della Scultura, de 1584. As duas fontes discordam do ano de nascimento. De acordo com Borghini, ela é de 1555, enquanto Ridolfi diz que ela nasceu de 1560.
Marietta nasceu, provavelmente em 1560, em Veneza, onde morou por toda a sua vida. Era a filha mais velha do pintor Tintoretto, de quem ganhou o apelido de la Tintoretta. Seu pai, Jacopo Robusti, ganhou este apelido justamente por ser tintureiro. Marietta tinha ainda mais três irmãos e quatro irmãs.
Em uma época em que mulheres tinham que ficar na esfera doméstica, sendo mal recebidas na vida pública, inclusive no mundo da arte, Marietta e outras pintoras conseguiam entrar para o meio artístico através de pais, maridos, irmãos e tios.
Seus estudos na pintura consistia em servir como aprendiz no estúdio sempre cheio de seu pai, onde ela provavelmente contribuiu em várias de suas obras com paisagens de fundo e esboços, algo bem comum para aprendizes da época. Ainda que a autonomia social e econômica de Marietta não fosse maior do que outras mulheres pintoras, ela tinha muitos seguidores, mudando os ideais da feminilidade nas artes. Na biografia de Carlo Ridolfi, ele diz que ela foi uma das mais ilustres mulheres de seu tempo, tento as mesmas habilidades de seu pai, enquanto mostrava mulheres graciosas, resolutas, com emoções e feminilidade afloradas.
Enquanto Robusti trabalhava no estúdio de seu pai, ela também trabalhava em retábulos como assistente, mas suas realizações foram enterradas sob o nome de seu pai. Depois de sua morte, o declínio no trabalho produzido por Tintoretto foi atribuído ao pesar por sua filha, em vez da perda de uma hábil assistente.
As biografias dizem que Marietta não recebeu grandes encomendas para obras em igrejas e palácios, sendo basicamente uma retratista. Ridolfi descreve que Marietta tinha um relacionamento muito próximo com seu pai. Para poder participar das aulas do pai aos seus alunos no estúdio e para poder ir com ele para qualquer lugar, Marietta se vestia de menino. Maximiliano II e Filipe II de Espanha tiveram interesse em ter Marietta como pintora da corte, mas seu pai recusou os convites, alegando não poder ficar longe da filha.
Em 1578, ele arranjou seu casamento com um joalheiro de Veneza, Jacopo Augusta, para ter certeza de que ela estaria sempre perto dele. Jacopo também ensinou Marietta a cantar e tocar cravo, clavicórdio e alaúde.

## Morte
Marietta morreu em 1590, provavelmente no parto de seu terceiro filho e foi sepultada na igreja de Santa Maria del’Orto, em Veneza. Depois de sua morte, Marietta se tornou uma musa para os pintores do período romântico, como Léon Cogniet, que pintou Tintoretto Painting His Dead Daughter, em 1846 e Eleuterio Pagliano, que criou Tintoretto and His Daughter, em 1861.

## Obras

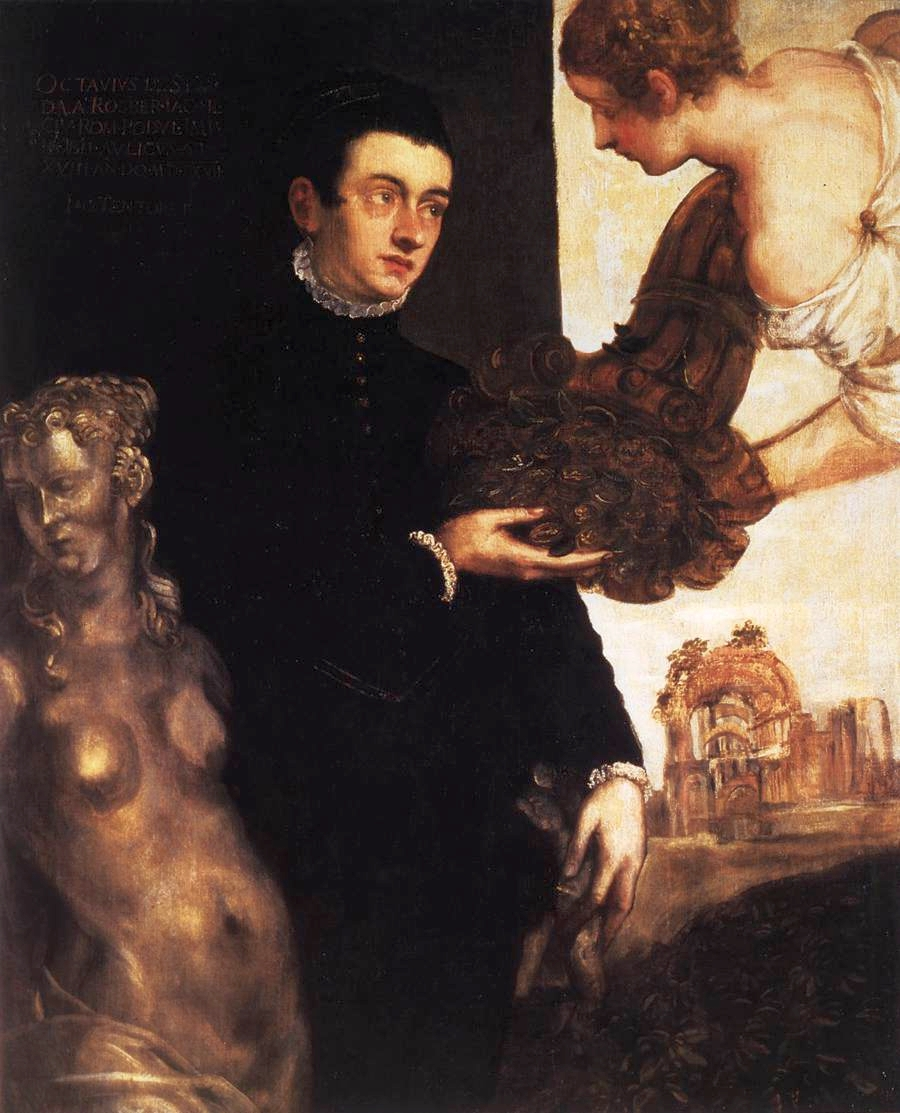
Retrato de Ottavio Strada (c. 1567-68), atribuído a Marietta Robusti. Museu Stedelijk, Amsterdã

O único quadro que pode, com certeza, ser atribuído à Marietta é seu auto-retrato de 1580, que está hoje na Galleria degli Uffizi, em Florença. O quadro, provavelmente, foi feito para seu marido. Outro quadro é o Retrato de Ottavio Strada (c. 1567-68), que está em Amsterdã. Duas pequenas pinturas, Virgem e o menino e Retrato de Dois Homens estão assinados por ela. O quadro Velho e o menino, de 1585, foi atribuído a Tintoretto por muitos anos, mas em 1920 ficou comprovado que a autoria era de sua filha.